# Teresa (nombre)
Teresa es un nombre femenino de etimología incierta. Se ha propuesto su origen griego (Therasia -denominación que lleva una de las islas Cícladas-), con un significado puede identificarse con el de θερος (theros -«verano»-) o con el de θεριζω (therizo -«cosechar»-). Otra propuesta lo asocia al latín tharasia («cazadora»), aunque también se da esta forma por griega (con el significado de «milagrosa»). También se vincula este nombre a una variante de Ceres, diosa romana de la fecundidad de la tierra, las plantas y la agricultura por extensión.[cita requerida]
Con la forma «Teresa» en lengua vulgar, el nombre fue muy común en los reinos cristianos medievales de la península ibérica, por conmemoración de Therasia, una cristiana hispanorromana (siglo IV) que se casó con Paulino de Nola y que fue la responsable de la conversión de este al cristianismo. Ese nombre llevaron Teresa de León (siglo XI, condesa de Portugal, madre de Alfonso I Enríquez, el primer rey de Portugal) o Teresa de Entenza (siglo XIV, condesa de Urgel y vizcondesa de Ager).
A partir del siglo XVI el nombre se popularizó mucho más, asociado a la personalidad de la santa carmelita española Teresa de Jesús (festividad, 15 de octubre).
Otras santas de nombre Teresa:
- Teresa de Portugal, santa portuguesa, reina de León y madre de tres hijos, que, tras anularse su matrimonio con el rey Alfonso IX de León, abrazó la vida regular en un monasterio fundado por ella misma, bajo la disciplina cisterciense. Hermana de las santas Sancha y Mafalda de Portugal
- Teresa de Lisieux o Santa Teresita del Niño Jesús, santa francesa, monja carmelita descalza, nombrada Doctora de la Iglesia en 1997.
- Teresa de Los Andes, santa chilena, monja carmelita descalza.
- Teresa de Calcuta o Madre Teresa, santa albanesa-bengalí, fundadora de las misioneras de la caridad (recibió el Premio Nobel de la Paz).
- Teresa Benedicta de la Cruz, en el mundo Edith Stein, monja carmelita descalza alemana de origen judío y mártir en la Segunda Guerra Mundial.
- Teresa de Jesús Jornet e Ibars, Santa, fundadora del Instituto de las Hermanitas de los Ancianos Desamparados en Barbastro, España. Patrona de la ancianidad.